# Adenomera martinezi
Adenomera martinezi is een kikker uit het geslacht Adenomera en de familie fluitkikkers (Leptodactylidae). De soort werd voor het eerst wetenschappelijk beschreven door Werner Carl August Bokermann in 1956. Oorspronkelijk werd de wetenschappelijke naam Leptodactylus martinezi gebruikt.
De kikker is endemisch in Brazilië en is aangetroffen tot een hoogte van 600 meter boven zeeniveau. De habitat bestaat uit savanne, moerassen, in tuinen en in scrubland.